# Euconchophora
Euconchophora is een geslacht van rechtvleugeligen uit de familie sabelsprinkhanen (Tettigoniidae). De wetenschappelijke naam van dit geslacht is voor het eerst geldig gepubliceerd in 1897 door Brongniart.

## Soorten
Het geslacht Euconchophora omvat de volgende soorten:
- Euconchophora infuscata Brongniart, 1897
- Euconchophora spinigera Redtenbacher, 1891
- Euconchophora subulata Redtenbacher, 1891